# طراد جيمشوغ الروسي
 جيمشوغ  (بالروسية: Zhemchug) هو طرَّاد بُني من قبل البحرية الإمبراطورية الروسية.